# Cuphea racemosa
Cuphea racemosa är en fackelblomsväxtart. Cuphea racemosa ingår i släktet blossblommor, och familjen fackelblomsväxter.

## Underarter
Arten delas in i följande underarter:
- C. r. longiflora
- C. r. racemosa
- C. r. palustris
- C. r. ramosior